# Gonophora donckieri
Gonophora donckieri es una especie de insecto coleóptero de la familia Chrysomelidae. Fue descrita en 1934 por Pic.